# 秀峰风景区
29°28′08″N 115°59′19″E / 29.46889°N 115.98861°E

秀峰，為江西省星子县秀峰风景区。

## 简介
庐山秀峰风景区，位于庐山南麓，因诗圣李白提诗《望庐山瀑布》而著称(并非指三叠泉瀑布，而是位于秀峰内的开先双瀑群中的西瀑），有“庐山之美在山南，山南之美数秀峰”的美称。包括香炉峰、双剑峰、文殊峰、鹤鸣峰、狮子峰、龟背峰、姊妹峰等诸峰。秀峰风景区距星子县城6公里。
秀峰为庐山五大丛林之首，南唐中主李璟曾在此筑台读书。保大九年（公元951年），李璟敕令在旧读书处建寺庙，赐名“开先寺”，意思是“开国先兆”。
宋代大书法家米芾称其为“第一山”。漱玉亭被苏东坡称为“匡庐二绝”之一。
康熙四十六年（公元1707年），康熙帝第二次南巡松江府，手书“秀峰寺”匾额赐予秀峰方丈超渊，开先寺遂更名为秀峰寺。
景区中被列为全国重点文物保护单位的摩崖石刻和碑刻多达144幅，如：唐大和年间的铁线观音像；李璟读书台江淹诗碑——从冠军建平王登庐山香炉峰，乃康熙帝仿米芾字体所书。黄庭坚书“七佛偈聪明泉”；苏东坡题“不忍去”；颜真卿书“大唐中兴颂”，原碑4块，现存3块；王阳明书“纪功碑”。
宋文学家洪明写诗称赞：“山瀑两道泻，木叶四时春，日暝不知去，鱼鸟会留人。”
抗战时期，大部分建筑和遗迹被侵华日军焚烧，只留下小部分寺庙遗迹。

## 秀峰摩崖
秀峰摩崖于2006年5月25日被列为第六批全国重点文物保护单位，其中著名的有：
- “青玉峡”，刻于龙潭峭壁上，传说为宋米芾所书。
- “第一山”，刻于龙潭左岸，米芾书。
- “庐山”，二字极大，长六尺余，为宋淳熙年间南康守朱瑞章所书。
- “龙”、“虎”，刻于龙潭峭壁上，“龙”字为南康守李亦书，“虎”为元丞相花不剌书。
- “拾枯松煮瀑布”，相传为王守仁书，又传为方信儒书。
- 《大唐中兴颂碑》，唐颜真卿书，原碑4块，现存3块[5]。
- 《纪功碑》，明王守仁书。

## 附近景点
- 东林大佛
- 观音桥
- 太乙村
- 白鹿洞书院
- 落星墩